# 布萊爾斯敦 (新澤西州)
布萊爾斯敦（英語：Blairstown）是位於美國新澤西州沃倫縣的普查規定居民點。

## 人口
根據2020年美國人口普查的數據，布萊爾斯敦的面積為1.11平方千米，當中陸地面積為1.08平方千米，而水域面積為0.03平方千米。當地共有人口493人，而人口密度為每平方千米444.14人。